# Hans-Joachim Reeb
Hans-Joachim Reeb (* 1955 in Hannover) ist ein deutscher Offizier (Oberstleutnant a. D.), Pädagoge und Publizist.

## Leben
Reeb war Offizieranwärter bei der Bundeswehr. Er studierte Pädagogik an der Universität der Bundeswehr Hamburg (Diplom-Pädagoge) und Rechtswissenschaft für das Höhere Lehramt an der FernUniversität Hagen. Er wurde dann ab 1979 in der Luftwaffensicherungstruppe sowie als Jugendoffizier und Kompaniechef verwendet. 1988 wurde er an der Bundeswehruniversität mit der Dissertation Rechtsausbildung in den Streitkräften zum Dr. phil. promoviert.
Reeb war ab 1989 Lehrstabsoffizier für Politische Bildung am Zentrum Innere Führung (ZInFü) in Koblenz und bis 2005 Dozent für Politische Wissenschaften im Fachbereich Sozialwissenschaften an der Führungsakademie der Bundeswehr (FüAkBw) in Hamburg. Zuletzt bekleidete er den Dienstgrad eines Oberstleutnants der Luftwaffe.
Derzeit ist er Lehrbeauftragter für Allgemeine Pädagogik und Politik an der Bundeswehruniversität in Hamburg und wissenschaftlicher Redakteur der Online-Zeitschrift „Reader Sicherheitspolitik“ der Informations- und Medienzentrale der Bundeswehr (IMZBw).
Reeb publizierte zahlreiche pädagogisch-erziehungswissenschaftliche Aufsätze (u. a. im Jahrbuch Innere Führung) und Bücher (u. a. mit der Konrad-Adenauer-Stiftung). Zudem ist er Mitautor eines Lexikons Innere Führung, das 2014 in der 4. Auflage erschien.

## Schriften (Auswahl)

### Autorenschaft
- Bildungsauftrag der Schule. Eine Analyse der Erziehungsziele in den Verfassungen und Schulgesetzen der Bundesrepublik Deutschland unter Einbeziehung der Richtlinien im Lande Niedersachsen (= Beiträge zur Bildungspolitik. Band 2). R. G. Fischer, Frankfurt am Main 1981, ISBN 3-88323-244-0.
- Erziehung in den Streitkräften. Eine interdisziplinäre Analyse geltender Bestimmungen (= Innenpolitik in Theorie und Praxis. 6). Minerva Publikation, München 1983, ISBN 3-597-10396-0.
- Militär und Recht. Zur Rechtsausbildung für Soldaten der Bundeswehr (= Innenpolitik in Theorie und Praxis. 19). Minerva Publikation, München 1989, ISBN 3-597-10631-5. [zugl. Diss.]
- mit Peter Többicke: Innere Führung von A–Z. Lexikon für militärische Führer. Walhalla, Regensburg u. a. 1991, ISBN 3-8029-6011-4. (als Lexikon Innere Führung, 4. Auflage, 2014)
- Gefragte Meinung. Demoskopie als Thema und Methode in der politischen Bildung. Wochenschau Verlag, Schwalbach 2009, ISBN 978-3-89974-489-7.
- Sicherheitskultur als kommunikative und pädagogische Herausforderung. Der Umgang in Politik, Medien und Gesellschaft. Hartmann, Miles-Verlag, Berlin 2011, ISBN 978-3-937885-43-8.

### Herausgeberschaft
- mit Siegfried-Michael Moerchel: Menschenführung. Praktisches Handbuch für Vorgesetzte in der Bundeswehr. Walhalla, Regensburg u. a. 1992, ISBN 3-8029-6012-2.
- mit Wilfried Gerhard: Transformation der Streitkräfte im Kontext sicherheitspolitischer, gesellschaftlicher und organisatorischer Veränderungen (= Schriftenreihe des Wissenschaftlichen Forums für Internationale Sicherheit. Bd. 25). Edition Temmen, Bremen 2007, ISBN 978-3-86108-882-0.